# 石河幹明
石河 幹明（いしかわ かんめい、安政6年10月17日（1859年11月11日） - 昭和18年（1943年）7月25日）は、日本のジャーナリスト。新聞『時事新報』主筆、茨城県会議員。慶應義塾理事および評議員。交詢社常議員長。徳川家評議員。千代田生命取締役。
号は碩果生（せきかせい）。福澤諭吉の伝記『福澤諭吉伝』全4巻を執筆し、大正版『福澤全集』全10巻、昭和版『続福澤全集』全7巻を編纂した。

## 経歴
- 1859年11月11日（安政6年10月17日）、水戸城下に水戸藩士・石河竹之助幹孝の三男として生まれる。従妹は松木直己の妻。
- 水戸の自彊舎で学ぶ。さらに師範学校内の中学予備校（茨城中学校）に進学する[4]。
- 太田小学校第三代校長（明治10年）
- 下市小学校第五代校長（明治13年）
- 1881年（明治14年）5月1日に慶應義塾の正則に入社、さらに本科に進む。
- 1885年（明治18年）4月から1922年（大正11年）5月まで時事新報社に勤務する[5]。
- 1923年（大正12年）6月19日、慶應義塾評議委員会の委託により『福澤諭吉伝』全4巻を執筆開始。9月、「福澤先生伝記編纂所」を開設。
- 1925年（大正14年）12月から1926年（昭和元年）にかけて『福澤全集』を刊行。
- 1932年（昭和7年）、2月から7月にかけて『福澤諭吉伝』を出版。
- 1933年（昭和8年）から1934年（昭和9年）にかけて『続福澤全集』を刊行。
- 1935年（昭和10年）、3月に『福澤諭吉』を出版。
- 1943年（昭和18年）7月25日に老衰のため自宅で没する。洗礼名はヨゼフ。多磨霊園に葬られる[2][6]。

## 著書

### 単著
- 『福澤諭吉伝』 全4巻、岩波書店、1994年（原著1932年）。ISBN 4-00-008648-0 ISBN 4-00-008649-9 ISBN 4-00-008650-2 ISBN 4-00-008651-0。
- 『福澤諭吉』岩波書店、1935年3月25日。

### 編著
- 福澤諭吉 著、時事新報社 編『福澤全集』 全10巻、国民図書、1925年 - 1926年。
- 福澤諭吉 著、慶應義塾 編『続福澤全集』 全7巻、岩波書店、1933年 - 1934年。

### 短編
- 石河幹明 著「福沢先生の文章」、富田正文 編『福沢諭吉集』筑摩書房〈明治文学全集 第8〉、1966年。
- 西田長寿 編『明治新聞人文学集』筑摩書房〈明治文学全集 91〉、1979年7月。 - 収録作品は石河幹明の仕事で公開されている。